# تولماچ
تولماچ (به مجاری:  Tolmács) یک منطقهٔ مسکونی در مجارستان است که در ناحیه رتشاگ واقع شده‌است. تولماچ ۱۲٫۲۴ کیلومتر مربع مساحت و ۷۵۶ نفر جمعیت دارد و ۲۲۷ متر بالاتر از سطح دریا واقع شده‌است.